# Thomas Sylvester Barthel
Thomas Sylvester Barthel (* 4. Januar 1923 in Berlin; † 3. April 1997 in Tübingen) war ein deutscher Ethnologe und Hochschullehrer. Er wurde weltweit bekannt durch seine Grundlagenarbeit zur Entzifferung der Rongorongo-Schrift.

## Biographie
Barthel wurde als Sohn des Arbeiterdichters Max Barthel in Berlin-Wedding geboren. 1940 schloss das Gymnasium Lessing-Schule in Berlin mit dem Abitur ab und wurde im selben Jahr zum Reichsarbeitsdienst nach Polen eingezogen. Im Zweiten Weltkrieg arbeitete er als Dechiffrierer, was für sein spätere berufliches Arbeit an der Entzifferung fremder Schriften sehr hilfreich war. 1946 studierte Barthel Völkerkunde in Berlin bei Richard Thurnwald und Sigrid Westphal-Hellbusch sowie Geopolitik bei Albrecht Haushofer und ab 1949 Ethnologie in Leipzig bei Julius Lips und dessen Frau Eva Lips. 1950 nahm er das Studium der Ethnologie bei Franz Termer in Hamburg auf und promovierte 1952 mit einer Studie über den Codex Dresdensis („Studien zur Entzifferung astronomischer, augurischer und kalendarischer Kapitel in der Dresdner Maya-Handschrift“).
Ein Stipendium 1957/58 als Gastforscher an der Universidad de Chile ermöglichte ethnologische Forschungen über die Atacameños vor Ort. Vom 4. Juli 1957 bis zum 1. Februar 1958 reiste er mit dem chilenischen Segelschulschiff Esmeralda auf die Osterinsel. Die dort erworbenen Erkenntnisse verarbeitete er zu seinem Buch „Das achte Land“, einer wissenschaftlichen Analyse des Besiedlungs-Mythos von Hotu Matua.
Seine 1958 erschienene Habilitationsschrift „Grundlagen zur Entzifferung der Osterinselschrift“ ist ein weltweit anerkanntes und in großen Teilen heute noch gültiges Grundlagenwerk. Die akribische Abhandlung stellte zum ersten Mal systematisch sämtliche erhaltenen Schriftzeugnisse der Rongorongo-Schrift zusammen, mit Angaben über ihre Herkunft, genauen Abzeichnungen und einem vollständigen Verzeichnis der bekannten Schriftzeichen. Zur Katalogisierung der Rongorongo-Glyphen entwickelte Barthel ein Ziffern-System, mit dem sich jedes Zeichen als dreistellige Zahl darstellen lässt. In erweiterter und ergänzter Form ist es heute noch Standard in der Osterinsel-Forschung.
Barthel beschäftigte sich auch intensiv mit der Entschlüsselung der Maya-Schrift. Von 1965 bis 1966 reiste er zu Feldforschungen nach Mexiko. Er identifizierte als erster die Emblem-Glyphen der klassischen Maya-Zentren und trug damit entscheidend zur Entschlüsselung der politischen Strukturen des Maya-Imperiums bei. Zusammen mit dem britischen Forscher John Eric Sidney Thompson war Barthel ein entschiedener Gegner der Hypothesen des sowjetischen Forschers Juri Knorosow, dessen phonetischer Ansatz jedoch letztlich zum Durchbruch in der Entzifferung der Maya-Schrift führte.
In den frühen 1970er Jahren forschte Barthel über die Tocapus, rechteckig begrenzte und überwiegend geometrische Zeichen auf Textilien und Bechern der Inka. Barthel hielt die Tocapus für ein rein logographisches Schriftsystem mit über 300 verschiedenen Zeichen, das die Sprache Quechua wiedergegeben habe. Der Status der Tocapus als Schriftsystem ist allerdings umstritten.   
1959 wurde Thomas Barthel an der Eberhard Karls Universität Tübingen als Professor am Völkerkundlichen Institut berufen, das er ab 1964 bis zu seiner Emeritierung 1988 als Ordinarius leitete, und baute dort die Sammlung ozeanischer Kunst auf.

## Schriften (Auswahl)
- Bemerkungen zu einem astronomischen Quipu aus Südperu (1951)
- Studien zur Entzifferung astronomischer, augurischer und kalendarischer Kapitel in der Dresdener Mayahandschrift (1952)
- Die Hauptgottheit der Osterinsulaner (1957)
- Grundlagen zur Entzifferung der Osterinselschrift (1958)
- Rundbauten auf der Osterinsel (1960)
- Das Herzopfer in Altmexiko (1965)
- Writing Systems (1968)
- Das achte Land: Die Entdeckung und Besiedlung der Osterinsel nach Eingeborentraditionen (1974), ISBN 0-8248-0553-4
- Ein früher Schlüssel zur Indo-Mexikanistik (1992)